# Nordsjövikarna i Faxälven
Nordsjövikarna i Faxälven este o arie protejată (arie specială de conservare — SAC, sit de importanță comunitară — SCI) din Suedia întinsă pe o suprafață de 6 ha, integral pe uscat.

## Localizare
Centrul sitului Nordsjövikarna i Faxälven este situat la coordonatele 63°11′10″N 17°02′37″E / 63.1861°N 17.0437°E.

## Înființare
Situl Nordsjövikarna i Faxälven a fost declarat sit de importanță comunitară în aprilie 2004 pentru a proteja 1 specie de plante. Situl a fost protejat și ca arie specială de conservare în martie 2011.

## Biodiversitate
Situată în ecoregiunea boreală, aria protejată nu include niciun habitat protejat.
La baza desemnării sitului se află o specie protejată de  plante: Persicaria foliosa.